# 고대 그리스 희극
고대 그리스 희극(Ancient Greek comedy, 고대 그리스어: κΩμῳδια, 로마자 표기: kōmōidía)은 고대 그리스 연극의 마지막 세 가지 주요 드라마 형식 중 하나였다(나머지는 비극과 사티로스극). 아테나이 희극은 전통적으로 구희극, 중기 희극, 신희극의 세 시기로 나뉜다. 구희극은 오늘날에도 주로 아리스토파네스의 11편의 살아남은 희곡 형태로 남아있다. 중기 희극은 대부분 손실되었다. 즉, 나우크라티스의 아테나이우스와 같은 작가에 의해 상대적으로 짧은 단편으로만 보존되었다. 신희극은 주로 메난드로스의 상당한 파피루스 조각에서 알려져 있다.
철학자 아리스토텔레스는 그의 시학 (아리스토텔레스)(기원전 335년경)에서 희극은 웃기는 사람들의 표현이며 고통이나 재앙을 일으키지 않는 일종의 실수나 추악함을 포함한다고 썼다. C. A. 트리파니스(C. A. Trypanis)는 희극이 그리스가 세계에 남긴 마지막 위대한 시라고 썼다.

## 같이 보기
- 디오니소스 극장